# Готем (Вісконсин)
Готем (англ. Gotham) — переписна місцевість (CDP) в США, в окрузі Ричленд штату Вісконсин. Населення — 189 осіб (2020).

## Географія
Готем розташований за координатами 43°13′21″ пн. ш. 90°17′49″ зх. д. / 43.22250° пн. ш. 90.29694° зх. д. (43.222488, -90.296957).  За даними Бюро перепису населення США в 2010 році переписна місцевість мала площу 1,03 км², уся площа — суходіл.

## Демографія
Згідно з переписом 2010 року, у переписній місцевості мешкала 191 особа в 75 домогосподарствах у складі 47 родин. Густота населення становила 185 осіб/км².  Було 90 помешкань (87/км²).
Расовий склад населення:
| - 100,0 % — білих |

До двох чи більше рас належало 0,0 %. Частка іспаномовних становила 5,2 % від усіх жителів.
За віковим діапазоном населення розподілялося таким чином: 26,2 % — особи молодші 18 років, 61,8 % — особи у віці 18—64 років, 12,0 % — особи у віці 65 років та старші. Медіана віку мешканця становила 31,3 року. На 100 осіб жіночої статі у переписній місцевості припадало 117,0 чоловіків;  на 100 жінок у віці від 18 років та старших — 123,8 чоловіків також старших 18 років.
Середній дохід на одне домашнє господарство  становив 47 609 доларів США (медіана — 43 854), а середній дохід на одну сім'ю — 59 475 доларів (медіана — 56 544). Медіана доходів становила 47 656 доларів для чоловіків та 40 294 долари для жінок. 
Цивільне працевлаштоване населення становило 76 осіб. Основні галузі зайнятості: освіта, охорона здоров'я та соціальна допомога — 27,6 %, роздрібна торгівля — 22,4 %, виробництво — 17,1 %, науковці, спеціалісти, менеджери — 14,5 %.